# Briggs Automotive Company
Briggs Automotive Company (BAC) – brytyjski producent samochodów sportowych z siedzibą w Liverpoolu, działający od 2009 roku.

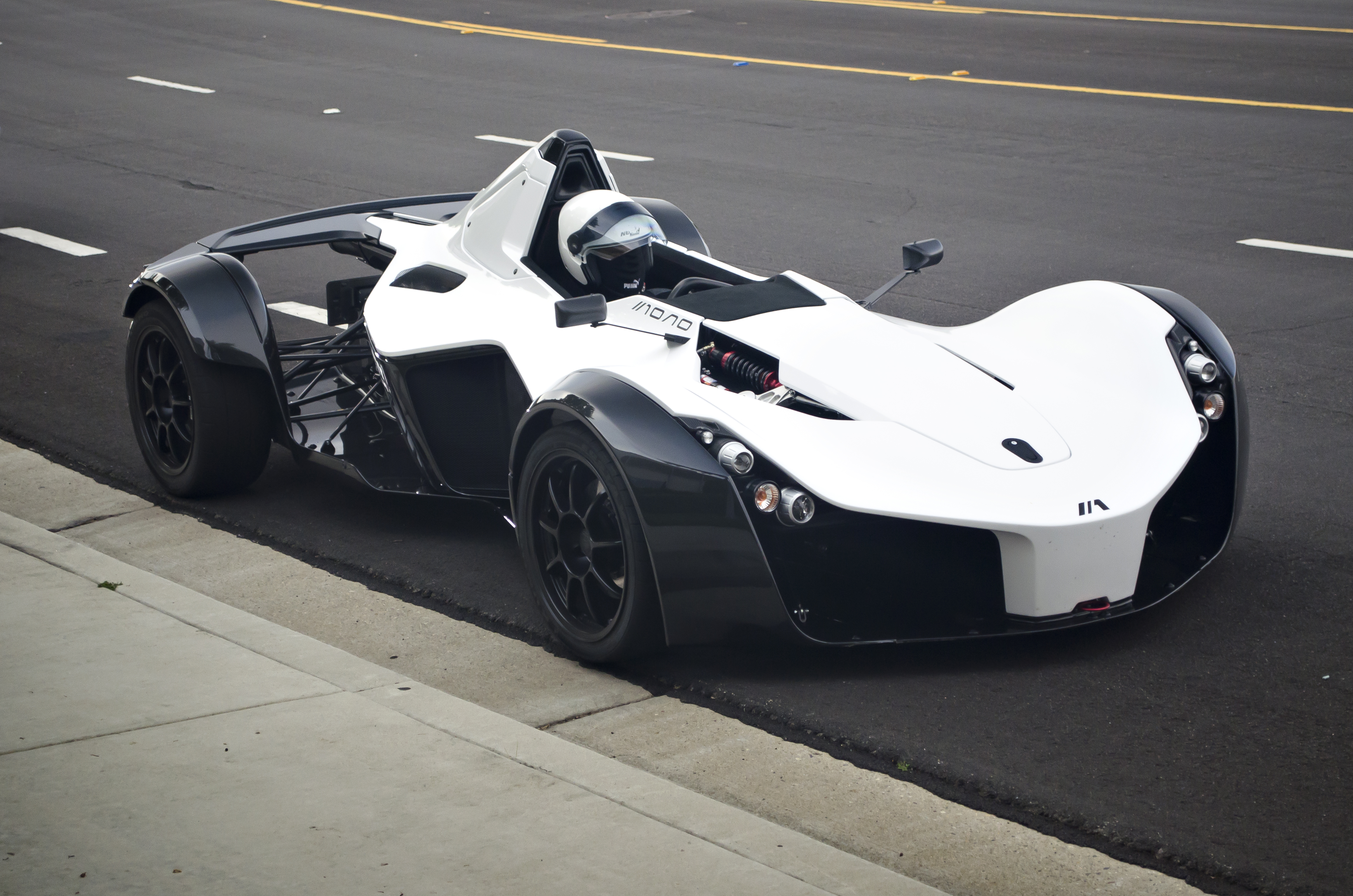
BAC Mono

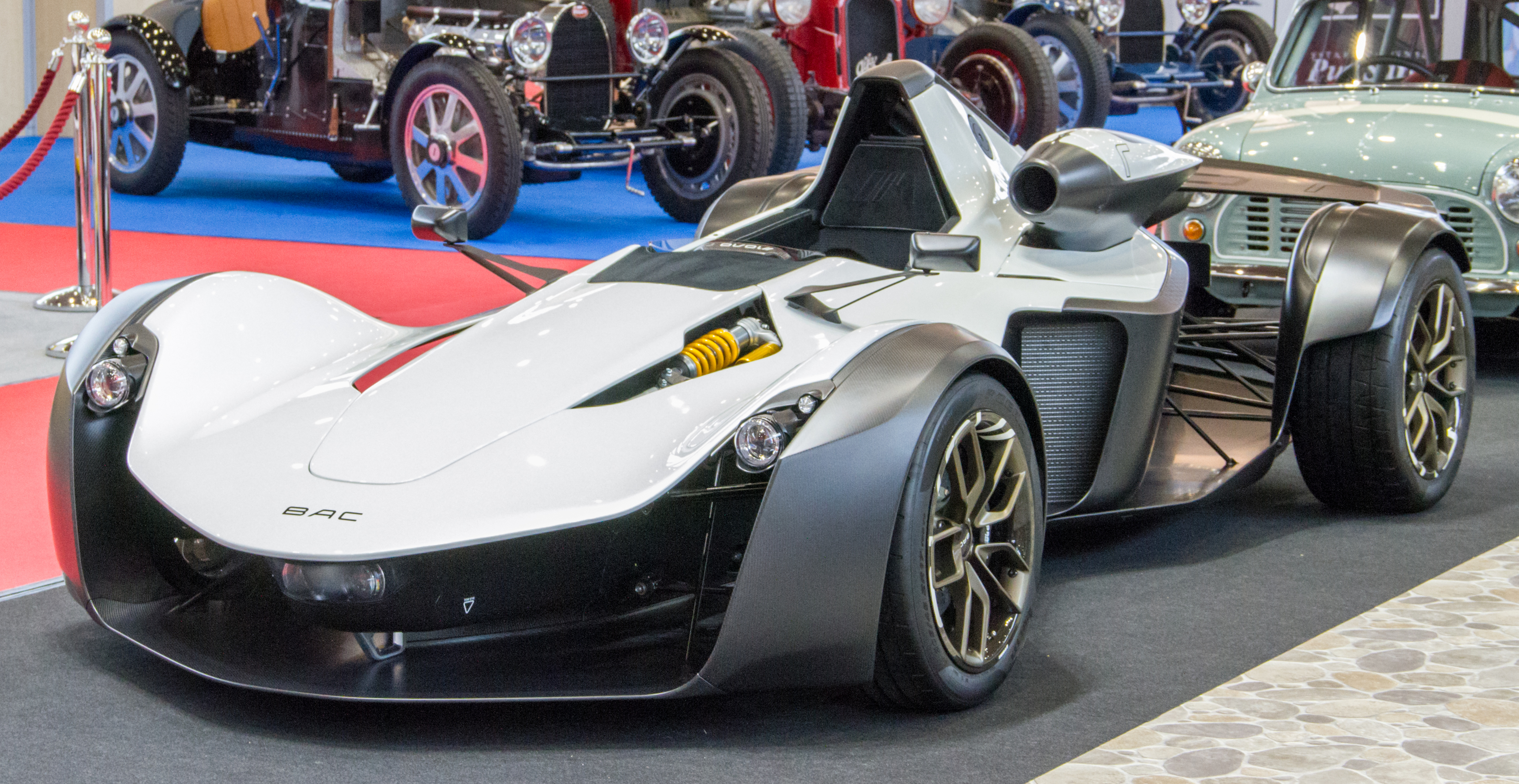
BAC Mono R

## Historia
Przedsiębiorstwo zostało założone w 2009 roku przez Neilla i Iana Briggsa. W 2010 roku zaprezentowali swój pierwszy pojazd – Mono, który był napędzany przez silnik R4 o pojemności 2,3 litra, generował moc 280 KM. Podczas Goodwood Festival of Speed w 2019 roku zaprezentowano nowy model – Mono R, który był bardziej zaawansowany i mocniejszy o 28 KM.

## Modele samochodów

### Obecnie produkowane
- Mono R

### Historyczne
- Mono (2010–2011)